# Jack Nitzsche
Bernard Alfred Nitzsche (Chicago, Illinois, 22 de abril de 1937 - Hollywood, California, 25 de agosto de 2000), más conocido como Jack Nitzsche, fue un músico, arreglista, productor musical y compositor estadounidense. Conocido como la mano derecha del productor Phil Spector durante la década de 1950, y posteriormente trabajó como músico y productor para grupos y artistas como Neil Young y The Rolling Stones. Trabajó también como compositor de música cinematográfica y obtuvo un Óscar a la mejor canción original en 1983 como compositor de "Up Where We Belong", banda sonora del largometraje An Officer and a Gentleman.

## Biografía
Jack Nitzsche nació en Chicago, Illinois y creció en una granja de Newaygo antes de trasladarse en 1955 a Los Ángeles, California, con la ambición de convertirse en un saxofonista de jazz. Encontró trabajo copiando partituras, donde conoció a Sonny Bono, con quien escribió la canción "Needles and Pins" para Jackie DeShannon, posteriormente versionada por artistas como Cher, The Searchers, The Ramones, Crack the Sky, Willie DeVille y Tom Petty. Su composición instrumental "The Lonely Surfer" obtuvo un menor éxito, al igual que un arreglo de swing de la canción de Link Wray "Rumble".
Posteriormente, trabajó como arreglista y director para el productor musical Phil Spector, y creó el muro de sonido para la canción «River Deep, Mountain High», de Ike Turner. Además de con Spector, trabajó con músicos de sesión de la Costa Oeste como Leon Russell, Roy Caton, Glen Campbell y Carol Kaye, y con Hal Blaine en un grupo conocido como The Wrecking Crew. Ambos crearon música para numerosos artistas de la década de 1960 como The Beach Boys y The Monkees. Nitzsche también arregló la canción de Doris Day «Move Over, Darling», que obtuvo un notable éxito en la lista de pop de la época.
Nitzsche fue también productor y arreglista de dos álbumes de Bob Lind: Don't Be Concerned y Photographs of Feeling, así como de un recopilatorio póstumo, Elusive Butterfly: The Complete 1966 Jack Nitzsche Sessions, publicado en 2007 con material de ambos álbumes.
Durante la organización del especial televisivo The T.A.M.I. Show en 1964, conoció a The Rolling Stones y contribuyó como teclista en álbumes como The Rolling Stones, Now!, Out of Our Heads, Aftermath y Between the Buttons, así como en los sencillos «Paint It, Black» y «Let's Spend the Night Together» y en los arreglos corales de «You Can't Always Get What You Want». En 1968, Nitzsche introdujo a Ry Cooder en la banda, que influyó notablemente en el estilo musical del grupo entre 1969 y 1973.
Algunos de los logros más reconocidos de Nitzsche como productor están asociados a su trabajo con Neil Young, que comenzó con los arreglos del tema de Buffalo Springfield «Expecting to Fly», considerado por varios críticos musicales como una piedra angular de la era de la psicodelia. En 1968, produjo con David Briggs el primer trabajo de Young en solitario. Incluso cuando el estilo musical de Young pasó a géneros como el hard rock y el country rock, el músico siguió trabajando con Nitzsche en algunos de sus discos más comerciales, como Harvest. Nitzsche también formó parte durante un breve tiempo de Crazy Horse como pianista, y produjo el primer álbum del grupo con Young, Everybody Knows This Is Nowhere. Nitzsche también figuró como músico en Crazy Horse, el primer álbum del grupo sin la colaboración de Young.
Durante su prolífico trabajo en la década de 1970, comenzó a sufrir depresión y problemas ligados al consumo de drogas. Tras castigar a Young en una entrevista concedida en 1974, dejaron de trabajar juntos durante varios años y solo colaboraron esporádicamente con el paso del tiempo. Al mismo tiempo, fue despedido de Reprise Records tras grabar una canción mordaz criticando a Mo Ostin. Este periodo culminó con un arresto por irrumpir en la casa de Carrie Snodgress, exesposa de Young, y presumiblemente violarla el 29 de julio de 1979. Snodgrees fue atendida en un hospital por fractura de huesos, cortes y magulladuras. La acusación de violación, que conllevaba una pena de cárcel de cinco años, fue finalmente desestimada.
En 1979, produjo el álbum de Graham Parker Squeezing Out Sparks. Nitzsche también produjo tres álbumes de Willy DeVille a finales de la década de 1970: Cabretta (1977), Return to Magenta (1978) y Coup de Grâce (1981). Durante la década, comenzó a concentrarse en la música cinematográfica en detrimento de la música rock y se convirtió en uno de los arreglistas más prolíficos de Hollywood, llegando a ganar el Óscar a la mejor canción original con Will Jennings y Buffy Sainte-Marie por «Up Where We Belong», de la película An Officer and a Gentleman. Nitzsche también trabajó en música cinematográfica durante el resto de su carrera artística, con contribuciones a películas como Head, Village of the Giants, Performance, El exorcista, One Flew Over the Cuckoo's Nest. Hardcore, The Razor's Edge y Starman. Fue también nominado a un Óscar y a un Grammy por su contribución a One Flew Over the Cuckoo's Nest, el primero de varios proyectos con el multiinstrumentista y compositor Scott Mathews.
Su producción intensiva se redujo ligeramente durante la década de 1990. A mediados de la década, un Nitzsche claramente ebrio fue visto en un episodio del reality show COPS, siendo arrestado en Hollywood después de blandir un arma a unos jóvenes que le habían robado el sombrero. En 1997, también expresó interés por producir un nuevo álbum de Link Wray, un proyecto que nunca se materializó. 
En 1998 Nitzsche sufrió un infarto que terminó con su carrera artística. Falleció en el Queen of Angels Hospital de Hollywood en 2000 debido a un paro cardiorrespiratorio provocado por una infección bronquial recurrente.

## Discografía
- 1963: The Lonely Surfer
- 1964: Dance To The Hits Of The Beatles
- 1966: Chopin '66
- 1971: Crazy Horse
- 1972: St. Giles Cripplegate
- 1978: OSR Blue Collar
- 1984: OSR The Razor's Edge
- 1991: OSR The Indian Runner

## Filmografía
- Girls! Girls! Girls! (1962)
- Village of the Giants (1965)
- Performance (1970)
- Greaser's Palace (1972)
- Sticks and Bones (1973)
- El exorcista (1973)
- Moment to Moment (1975)
- One Flew Over the Cuckoo's Nest (1975)
- Heroes (1977)
- Blue Collar (1978)
- Hardcore (1979)
- When You Comin' Back, Red Ryder? (1979)
- Cruising (1980)
- Heart Beat (1980)
- Cutter's Way (1981)
- Personal Best (1982)
- Cannery Row (1982)
- An Officer and a Gentleman (1982)
- Without a Trace (1983)
- Breathless (1983)
- Windy City (1984)
- The Razor's Edge (1984)
- Starman (1984)
- The Jewel of the Nile (1985)
- Stripper (1986)
- Nueve semanas y media (1986)
- Cuenta conmigo (1986)
- The Whoopee Boys (1986)
- Streets of Gold (1986)
- La séptima profecía (1988)
- Next of Kin (1989)
- Revenge (1990)
- The Last of the Finest (1990)
- Labios ardientes (1990)
- Mermaids (1990)
- The Indian Runner (1991)
- Blue Sky (1994)
- The Crossing Guard (1995)

## Premios y distinciones
Premios Óscar
| Año  | Categoría                             | Película                            | Resultado |
| ---- | ------------------------------------- | ----------------------------------- | --------- |
| 1976 | Mejor banda sonora dramática original | Alguien voló sobre el nido del cuco | Nominado  |
| 1983 | Mejor canción original                | Oficial y caballero                 | Ganador   |
| 1983 | Mejor banda sonora original           | Oficial y caballero                 | Nominado  |